# Sprzątanie Świata
Sprzątanie świata (ang. Clean Up the World) – międzynarodowy ruch i kampania wywodząca się z akcji Sprzątanie Australii, założona przez Kim McKay oraz żeglarza Iana Kiernana, odbywająca się na całym świecie w trzeci weekend września. Globalne akcje obejmują zbieranie śmieci, kampanie edukacyjne, koncerty na rzecz środowiska, twórcze współzawodnictwo oraz wystawy dotyczące zdrowej wody, sadzenie drzew, minimalizacje odpadów, redukcję gazów cieplarnianych oraz organizacje ośrodków recyklingu. Sprzątanie Świata, wspólnie z Programem Ochrony Środowiska ONZ (United Nations Environment Programme, UNEP), przyciąga co roku ponad 35 milionów ochotników, którzy wspierają inicjatywę lokalnych władz rozmaitego szczebla mającą na celu sprzątanie, porządkowanie i ochronę środowiska. Uczestnikami są całe kraje, mniejsze społeczności i grupy środowiskowe, szkoły, departamenty rządowe, firmy, organizacje konsumenckie oraz przemysłowe, sponsorzy oraz pojedyncze osoby, które pracują niezależnie na rzecz lokalnych społeczności lub też tworzą grupy, koordynując wysiłki na szczeblu regionalnym czy nawet krajowym. Piętnaście lat od rozpoczęcia działalności kampania stała się odnoszącym sukcesy programem, obejmującym ponad 120 krajów, który zachęca lokalne społeczności do wszelkich działań, których celem jest poprawa zdrowia ludzi i środowiska.

## Australia – początek ruchu
Akcja "Sprzątanie świata" wywodzi się z Australii. Po raz pierwszy odbyła się w 1989 r., kiedy 40 tysięcy mieszkańców Sydney wzięło udział w akcji sprzątania terenów portu. Już rok później akcja objęła zasięgiem całą Australię, a liczba jej uczestników co roku rośnie. W Australii akcja odbywa się w marcu. Koordynatorem jest organizacja społeczna Clean up Australia.

## Sprzątanie świata w Polsce
W Polsce sprzątanie świata zainicjowała Mira Stanisławska-Meysztowicz. Akcja, pod nazwą "Sprzątanie świata - Polska", odbywa się co roku, począwszy od 1994. Krajowym patronem i koordynatorem akcji w Polsce jest Fundacja Nasza Ziemia. W akcji uczestniczy wolontariacko młodzież szkolna, harcerze, członkowie organizacji ekologicznych, pracownicy firm (wolontariaty pracownicze) oraz niezrzeszeni młodzi i dorośli. 
Hasła przewodnie
- 2011 – Lasy to życie – chrońmy je[3]
- 2012 – Kocham, lubię, szanuję... nie śmiecę[4].
- 2013 – Odkrywamy czystą Polskę[3]
- 2014 – Turysto! Szanuj środowisko![5]
- 2015 – Wyprawa-poprawa[6]
- 2016 – Podaj dalej... drugie życie odpadów[7]
- 2017 – Nie ma śmieci - są surowce[8]
- 2018 - Akcja - segregacja. 2 x więcej, 2 x lepiej[9]